# Турківська сільська рада
Ту́рківська сільська́ ра́да — адміністративно-територіальна одиниця та орган місцевого самоврядування в Коломийському районі Івано-Франківської області. Адміністративний центр — село Турка.

## Загальні відомості
Турківська сільська рада утворена в 1940 році.
- Територія ради: 31,28 км²
- Населення ради: 2 678 осіб (станом на 2001 рік)
- Територією ради протікає річка Турка

## Населені пункти
Сільській раді підпорядковані населені пункти:
- с. Турка
- с-ще Студлів
- с. Ясінки

## Склад ради
Рада складається з 16 депутатів та голови.
- Голова ради: Червінська Любов Дмитрівна
- Секретар ради: Мартинюк Василь Євгенійович

### Керівний склад попередніх скликань
| Прізвище, ім'я, по батькові  | Основні відомості                                                             | Дата обрання | Дата звільнення |
| ---------------------------- | ----------------------------------------------------------------------------- | ------------ | --------------- |
| Оліградський Василь Петрович | Сільський голова, 1947 року народження, член Соціалістичної партії України    | 26.03.2006   | 31.10.2010      |
| Червінська Любов Дмитрівна   | Сільський голова, 1967 року народження, освіта незакінчена вища, позапартійна | 31.10.2010   |                 |

Примітка: таблиця складена за даними сайту Верховної Ради України

### Депутати
За результатами місцевих виборів 2010 року депутатами ради стали:

#### За суб'єктами висування
| Суб'єкт висування | Кількість обраних депутатів | %   |
| ----------------- | --------------------------- | --- |
| Самовисування     | 16                          | 100 |

#### За округами
| № округу | Прізвище, ім'я, по батькові        | Дата визнання обраним | Освіта  | Партійна приналежність | Відомості про обраного депутата                            |
| -------- | ---------------------------------- | --------------------- | ------- | ---------------------- | ---------------------------------------------------------- |
| 1        | Гайдейчук Петро Петрович           | 03.11.2010            | вища    | позапартійний          | районна державна адміністрація, начальник відділу          |
| 2        | Левицький Віктор Михайлович        | 03.11.2010            | середня | позапартійний          | ТзОВ «Краєвид», водій                                      |
| 3        | Максим'юк Дмитро Петрович          | 03.11.2010            | вища    | позапартійний          | тимчасово не працює                                        |
| 4        | Оліградський Василь Васильович     | 03.11.2010            | середня | позапартійний          | тимчасово не працює                                        |
| 5        | Левицька Любов Петрівна            | 03.11.2010            | середня | позапартійна           | ЗАТ «Степан Мельничук», завсклад                           |
| 6        | Палюткіна Олександра Олександрівна | 03.11.2010            | вища    | позапартійна           | Турківська школа, вчитель фізики                           |
| 7        | Мартинюк Василь Євгенійович        | 03.11.2010            | вища    | позапартійний          | районна державна адміністрація, спеціаліст кадрової роботи |
| 8        | Тепчук Ігор Ігорович               | 03.11.2010            | вища    | позапартійний          | Турківська школа, вчитель                                  |
| 9        | Звозіль Петро Петрович             | 03.11.2010            | вища    | позапартійний          | тимчасово не працює                                        |
| 10       | Козарук Любов Василівна            | 03.11.2010            | середня | позапартійна           | ЗАТ «Степан Мельничук», швея                               |
| 11       | Козарук Лілія Романівна            | 03.11.2010            | вища    | позапартійна           | Турківська сільська рада, бухгалтер                        |
| 12       | Альберт Уляна Миколаївна           | 03.11.2010            | вища    | позапартійна           | Турківська школа, вчитель української мови і літератури    |
| 13       | Бідуляк Петро Іванович             | 03.11.2010            | вища    | позапартійний          | Турківська сільська рада, землевпорядник                   |
| 14       | Москалюк Марія Степанівна          | 03.11.2010            | середня | позапартійна           | районний відділ культури, бібліотекар                      |
| 15       | Гайдейчук Оксана Дмитрівна         | 03.11.2010            | середня | позапартійна           | пошта с. Турка, листоноша                                  |
| 16       | Томащук Марія Дмитрівна            | 03.11.2010            | середня | позапартійна           | ЗАТ «Степан Мельничук», повар                              |